# روبرتو فريري
روبرتو فريري (بالبرتغالية: Roberto Freire‏) هو محامي وسياسي برازيلي، ولد في 20 أبريل 1942 في ريسيفي في البرازيل. حزبياً، نشط في الحزب الإشتراكي الشعبي. في 1986 Brazilian parliamentary election ‏، انتخب عضو مجلس النواب البرازيلي ‏ عن دائرة Pernambuco ‏ وانتخب عضو مجلس الشيوخ من البرازيل.